# Pradolina Warszawsko-Berlińska

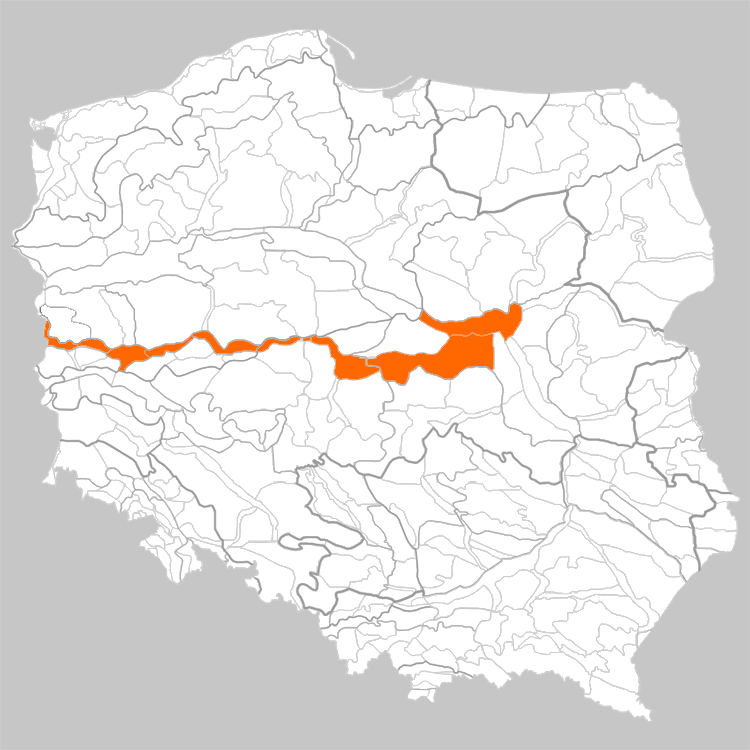

Pradolina Warszawsko-Berlińska (niem. Warschau-Berliner Urstromtal) – wielka wklęsła forma ukształtowania terenu, powstała w klimacie peryglacjalnym (plejstocen, m.in. vistulian) w okresie cofania się lądolodu z terenu Polski po zlodowaceniu północnopolskim.
Pradolina ta, jak i inne, powstawały na skutek – nie tylko – działania erozji wielkich rzek powstałych z topniejących lodowców, ale także na skutek termoerozji (np. wytapiania klinów lodowych). Pradolina Warszawsko-Berlińska ciągnie się równoleżnikowo od okolic Warszawy aż po Berlin. Rozciągłość równoleżnikowa spowodowana jest zablokowaniem odpływu rzek na północ przez lądolód. Jej szerokość jest zmienna i wynosi około 20 km, charakteryzuje ją płaskie dno, na którym często występują kilkukilometrowe równiny torfowe.
Formę tę wykorzystuje wiele rzek obecnie płynących – od wschodu – Bzura, częściowo Ner, Warta, Obra, Odra i na terenie Niemiec Sprewa.